# Костянтин II (митрополит Київський)
Костянти́н II († 1172) — Митрополит Київський і всієї Руси.
Костянтин за походженням був грек. 1167 року Константинопольський Патріарх Лука (Хрисоверг) поставив його на Київську Митрополію; того ж року прибув на Русь.
Про його архіпастирську діяльність і життя відомостей не збереглося. Згадується 1172 року.
Помер Митрополит Костянтин 1177 року.